# Анютине (Гайсинський район)
Аню́тине — село в Україні, у Чечельницькій селищній громаді Гайсинського району Вінницької області. Населення становить 58 осіб. Засноване і заселене старовірами.

## Географія
Селом протікає річка без назви, ліва притока Малої Савранки.

## Історія
12 червня 2020 року, відповідно розпорядження Кабінету Міністрів України № 707-р «Про визначення адміністративних центрів та затвердження територій територіальних громад Вінницької області», село увійшло до складу Чечельницької селищної громади.
17 липня 2020 року, в результаті адміністративно-територіальної реформи і ліквідації Чечельницького району, село увійшло до складу Гайсинського району.

## Населення

### Мова
Розподіл населення за рідною мовою за даними перепису 2001 року:
| Мова       | Кількість | Відсоток |
| ---------- | --------- | -------- |
| українська | 47        | 81.03%   |
| російська  | 10        | 17.25%   |
| румунська  | 1         | 1.72%    |
| Усього     | 58        | 100%     |